# Panda (mexikanische Band)
Panda (auch PXNDX) ist eine mexikanische Punkrock- und Alternative-Rock-Band aus Monterrey in Mexiko. Sie ist sowohl in Mittel- als auch in Südamerika eine der anerkanntesten und populärsten Bands.

## Bandgeschichte
Die Gruppe bildete sich im Jahre 1996 aus vier Freunden, die nach eigenen Angaben ihre Freizeit nicht sinnvoll zu nutzen wussten. Zu Beginn ihrer „Karriere“ spielten sie ihre, noch nicht eigens produzierten Songs, in Garagen und Ähnlichem ein.
Nach einigen erfolglosen Cover-Versionen von berühmten latino-amerikanischen Songs,
nahmen die vier am sogenannten „Origen“-Event in Centrito Valle teil, einem lokalen Gesangswettbewerb für talentierte, unbekannte, junge Bands, dessen Preis es war, einige Stunden in einem professionellen Tonstudio zu verbringen. Panda belegten bei diesem Wettbewerb den ersten Platz und begannen von nun an ihren eigenen Musikstil in ihren Songs zu realisieren. Zudem begannen sie auf weiteren Veranstaltungen im Umkreis von Monterrey aufzutreten und
auch in jener Zeit veröffentlichten sie ihr erstes Demo-Album mit dem Titel „Demo 1997“, bestehend aus 17 eigens produzierten Songs. Das Album wurde jedoch nur in einer Demo Version und in schlechter Qualität aufgenommen und gelangte nicht in hoher Anzahl in den Verkauf.
Bei ihren Songs ließen sich Panda von alltäglichen Dingen wie Freunden, Erinnerungen an ihre Jugend, Partys und Liebe inspirieren. In diesem Jahr schlossen die vier auch ihren ersten Plattenvertrag mit dem unabhängigen Label Movic Records, das die Band noch heute fördert.
Auch im selben Jahr entschied sich Drummer Antonio Castillo die Band zu verlassen, um ein Musikstudium zu beginnen. Er wurde von Jorge Vazquez ersetzt, der der Band noch heute angehört.
Der nationale Durchbruch gelang Panda im Jahre 2002 mit ihrem zweiten Album „La revancha del principe Charro“. Ihr erstes „richtiges“ Album mit dem Titel „Arroz con leche“ aus dem Jahre 2000, auf dem einige Songs des Albums „Demo 1997“ aufgegriffen wurden, blieb hingegen im eigenen Land, insbesondere in den örtlichen Medien weitestgehend ungeachtet. Erst nach ihrem endgültigen Durchbruch gelang es auch dieses Album erfolgreich zu vermarkten.
Nach Auftritten im eigenen Land und in den Vereinigten Staaten gelang es Panda zum ersten Mal auch international Aufsehen zu erregen. Nach Veröffentlichung des Albums entschied sich Jorge Garza, die Band aus persönlichen Gründen zu verlassen. Ersetzt wurde er von Arturo Arredondo, dem heutigen Bassisten und jüngsten Mitglied der Band.
Mit ihrem dritten Album „Para ti con desprecio“ konnten sie sich in ganz Süd- und Mittelamerika berühmt machen und wurden zum ersten Mal für die Kategorie der besten Band des MTV Latin-America Awards 2005 nominiert.
„Para ti con desprecio“ wurde zu ihrem bisher erfolgreichsten Album. Allein in ihrem Heimatland verkauften sie 600.000 Tonträger und wurden mit zwei Mal Platin ausgezeichnet.
Im Jahr darauf konnten sie gar drei Preise des oben angeführten Awards gewinnen, in den Kategorien „Beste Rock-Band“, „Beste Band“ und „Bester neuer Act“. Das nächste Album, „Amantes suntamentes“, wurde am 2. Oktober 2006 veröffentlicht. In ihm ließen sie in ihre Texte teils emotional geprägte Elemente einfließen.
Im Oktober 2007 veröffentlichten Panda eine Single mit dem Titel „Nunca nadie nos podrá parar“ (span. „Nichts und niemand wird uns aufhalten können“), welche den Fans der Band kostenlos zur Verfügung gestellt wurde. Intention des Songs war es, sich bei den zahlreichen Fans für die jahrelange Unterstützung und den Rückhalt zu bedanken.
Das aktuelle Album, mit dem Titel „Sinfonía soledad“, erschien am 30. November 2007 und ist das erste Live-Album der Band. Es ist ein Mitschnitt, des Konzertes von Panda im „Auditorio nacional“ in Mexico, in dem die Band im Oktober 2006 auftrat. Es beinhaltet sowohl eine CD als auch eine DVD.
Heute gehört Panda zu den berühmtesten Bands des Kontinents und touren durch ganz Süd-, Mittel- und Nordamerika. Lediglich in Europa ist die Band und ihr Stil noch weitestgehend unbekannt.
Anfang des Jahres 2009 gaben Panda bekannt, dass sie an einem neuen Studioalbum arbeiten. Dieses Album trägt den Namen Poetics und wird am 22. September 2009 zunächst in Mexico veröffentlicht. Es beinhaltet 20 neue Songs auf 2 CDs, von denen im Voraus bereits vier Singles exklusiv auf iTunes veröffentlicht wurden.
Die erste Single-Auskopplung „Sólo a terceros“ wurde bereits im Juli herausgebracht.

## Mitglieder
1996–1997 („Alineación Pre-Panda“)
- José Madero – Gesang
- Jorge Garza – Gitarre, Begleitgesang
- Ricardo Treviño – Bass
- David Castillo – Schlagzeug

1997–2004 („Alineación original“)
- José Madero – Gesang
- Jorge Garza – Gitarre, Begleitgesang
- Ricardo Treviño – Bass
- Jorge Vazquez (Kross) – Schlagzeug

2004–heute („Alineación actual“)
- José Madero (Pepe) – Gesang
- Ricardo Treviño (Rix) – Bass
- Arturo Arredondo (R2D2) – Gitarre, Begleitgesang
- Jorge Vazquez (Kross) – Schlagzeug

## Informationen zu den aktuellen Mitgliedern
- José Madero Vizcaino (Pepe) (1. September 1980 in Monterrey, Nuevo León) ist der Sänger und Songwriter der Band. Er ist gleichermaßen unter den Künstlernamen „Pepe“ und „Piketón“ bekannt.

José Madero spielte bereits im Alter von 13 Jahren Gitarre und ab dem 15. Lebensjahr gehörte er verschiedenen Bands an. So unter anderem einer Gruppe, die unter dem Namen „The Purgatory“ (1995) auftrat. Die Band spezialisierte sich insbesondere auf Songs, die in englischer Sprache aufgenommen worden und einen teils finsteren und depressiv klingenden Musikstil verfolgten. Jener Gruppe gehörte auch Ricardo Treviño an, ein weiteres Gründungsmitglied von Panda.
José Madero studierte bis zum endgültigen Durchbruch der Band Panda, Rechtswissenschaften am „Instituto Tecnológico y de Estudios Superiores de Monterrey“ einer Privatuniversität in Monterrey.
- Ricardo Treviño (Rix) (17. Mai 1980 in Monterrey, Nuevo León) ist Bassist, Gitarrist und Background-Sänger der Band. Er war ebenso wie Pepe Gründungsmitglied der Band. Ricardo stammt aus gehobeneren Verhältnissen und genoss eine gute Schulausbildung, sodass er sich vor seiner aktiven Karriere bei Panda entschloss ein Studium als Architekt zu beginnen.

- Jorge Vázquez (Kross) (9. Februar 1981 in Monterrey, Nuevo León) ist der Schlagzeuger der Band.

Bereits in der sechsten Klasse gründete er mit Mitschülern eine eigene Band mit dem Namen „Los corajes de la abuela“. Bis zu seinem Wechsel zu Panda im Jahre 1997 gehörte er der Formation „Súper Azfalto“ an, der auch Arturo Arredondo angehörte.
Jorge ist in der Band größtenteils für die visuelle Darstellung von Songs, Videos und Alben zuständig. So produzierte er beispielsweise die Videos zu den Songs „Ya no jalaba“, „Maracas“ und „Cita en el quirófano“.
- Arturo Arredondo (R2D2) (23. März 1983 in Monterrey, Nuevo León)

Arturo ist gleichermaßen Bassist und Gitarrist von Panda. Er spielte ebenso in der Band „Súper Azfalto“ und gehört der Band erst seit dem Jahre 2004 an. Vor seiner Karriere bei Panda arbeitete er unter anderem als Verkäufer und Kellner.

## Kritik
Im Jahre 2005 wurden Stimmen laut, einige Songs der Band hätten starke Ähnlichkeit mit bekannten Liedern anderer Gruppen. Hintergrund dafür war ein in der mexikanischen Zeitung „R&R“ veröffentlichter Artikel, in dem behauptet wurde, insbesondere Songs des Albums „Para ti con desprecio“ wiesen Ähnlichkeit von Liedern von Bands desselben Genres auf. Genannt wurden unter anderem „My Chemical Romance“ und „Fall Out Boy“. Dennoch gibt es bis zum gegenwärtigen Zeitpunkt keinerlei Stellungnahme oder Beweise seitens der beiden Parteien.

## Zitate
Bassist und Gitarrist Ricardo Treviño zur Bekanntheit der Band und zur damaligen Kritik:
„Hay gente que dice: Amas u odias a Panda. Yo creo que son más los que nos aman que los que nos odian, entonces ¿para qué debatir esas cosas?“.
(span. „Es gibt Leute, die sagen: Liebe oder hasse Panda. Ich denke jedoch, es gibt mehr, die uns lieben, als welche, die uns hassen. Also warum sollte man über solche Dinge diskutieren?“)

## Diskografie

### Alben
| Jahr | Titel                 | Höchstplatzierung, Gesamtwochen, AuszeichnungChartsChartplatzierungen (Jahr, Titel, Platzierungen, Wochen, Auszeichnungen, Anmerkungen) | Anmerkungen                              |
| Jahr | Titel                 | MX | Anmerkungen                              |
| ---- | --------------------- | --- | ---------------------------------------- |
| 2005 | Para ti con desprecio | MX3 Platin · (77 Wo.)MX | Erstveröffentlichung: 11. Mai 2005       |
| 2006 | Amantes Sunt Amentes  | MX1 Platin · (61 Wo.)MX | Erstveröffentlichung: 2. Oktober 2006    |
| 2007 | Sinfonía Soledad      | MX3 Platin · (41 Wo.)MX | Erstveröffentlichung: 30. November 2007  |
| 2009 | Poetics               | MX1 Platin · (16 Wo.)MX | Erstveröffentlichung: 22. September 2009 |
| 2010 | MTV Unplugged         | MX1 Gold · (7 Wo.)MX | Erstveröffentlichung: 18. November 2010  |
| 2013 | Sangre Fría           | MX2 (2 Wo.)MX | Erstveröffentlichung: 13. Dezember 2013  |

Weitere Alben
- 1997: Demo 1997
- 2000: Arroz con leche
- 2002: La revancha del príncipe Charro
- 2012: Bonanza (MX: Gold)

### Singles
- 2000: Te invito a mi fiesta
- 2000: Buen día
- 2000: Si supieras
- 2002: Hola
- 2002: Maracas
- 2002: Ya no jalaba
- 2004: Quisiera no pensar
- 2005: Cita en el quirófano
- 2005: Cuando no es como debiera ser
- 2006: Disculpa los malos pensamientos
- 2006: Narcisista por excelencia
- 2007: Los malaventurados no lloran
- 2007: Procedimientos para llegar a un común acuerdo
- 2007: Nunca nadie nos podrá parar (Gracias)
- 2009: Solo a terceros
- 2014: Adheridos separados
- 2014: Nuestra afliccion

## Erfolge
- 2005: Nominierung „MTV Video Music Awards Latin America“ als beste Band
- 2006: Sieger „MTV Video Music Awards Latin America“ in den Kategorien „Beste Band“, „Beste Rock-Band“, „Bester neuer Act“
- 2007: Sieger „MTV Video Music Awards Latin America“ in der Kategorie „Bester Alternative-Act“ („Mejor Artista Alternativo“)

Zudem zwei Nominierungen in den Kategorien „Beste Band“ und „Bestes Video“.